# Tysklands fodboldforbund
Deutscher Fußball-Bund (DFB) er Tysklands nationale fodboldforbund og dermed det øverste ledelsesorgan for fodbold i landet. Det administrerer de tyske fodbolddivisioner og landsholdet og har hovedsæde i Frankfurt.
Forbundet blev grundlagt i 1900. Det blev medlem af FIFA i 1900 og medlem af UEFA i 1954.

## DFB og samarbejde med andre firmaer
DFB bliver sponsoreret og samarbejder med en del andre firmaer. På deres hjemmeside kan man altid se, hvem DFB samarbejder med. I øjeblikket har DFB et samarbejde med blandt andet Coca Cola, Commerzbank og Samsung. Derudover har DFB udvidet deres samarbejde med bwin (online spiludbyder) i 2019, som kommer til at indebære aktiviteter indenfor markedsføring og integritetsprojekter og er gældende fra 1. januar 2019 indtil 31. december 2022. Det udvidede samarbejde imellem de to handler blandt andet om spilleafhængighed og matchfixing og forebyggelsen af begge fænomener.

## Ekstern henvisning
- DFB.de

| Fodbold | Spire Denne artikel om en fodboldorganisation er en spire som bør udbygges. Du er velkommen til at hjælpe Wikipedia ved at udvide den. |